# Gentvilas
Gentvilas ist ein litauischer männlicher Familienname.

## Weibliche Formen
- Gentvilaitė (ledig)
- Gentvilienė (verheiratet)

## Namensträger
- Eugenijus Gentvilas  (* 1960), Politiker, Europarlamentarier, Seimas-Mitglied und Bürgermeister von Klaipėda
- Simonas Gentvilas  (* 1984), Politiker, Seimas-Mitglied